# Емілія Лепіда (дружина Ґальби)
Емілія Лепіда (5 — після 39) — римська аристократка, дружина Сервія Сульпіція Гальби.

## Життєпис
Походила з патриціанського роду Еміліїв. Донька Манія Емілія Лепіда, консула 11 року. У 20 році Ґальбу, майбутнього імператора. Народила від нього двох синів, але обидва померли у дитинстві чи замолоду. У 39 році Агріппіна Молодша безуспішно намагалася відбити у Лепіди чоловіка, що призвело до скандалу. Емілія Лепіда не дожила до часу, коли Ґальба став імператором.

## Родина
Чоловік — Сервій Сульпіцій Ґальба, імператор у 68—69 роках.
Діти:
- Сервій Сульпіцій Гальба
- Гай Сульпіцій Гальба